# Специальный представитель президента США по вопросам климата
Специальный представитель президента США по вопросам климата (англ. U.S. Special Presidential Envoy for Climate) — должностное лицо в кабинете президента США, наделённое полномочиями в области энергетической и климатической политике. После начала работы второй администрации Дональда Трампа, на должность никто не избирался.

## История
23 ноября 2020 года избранный президент США Джо Байден объявил, что бывший госсекретарь Джон Керри будет работать в его кабинете в качестве специального представителя по вопросам климата и будет членом Совета национальной безопасности.
Термин «Климатический царь» (англ. Climate Czar) использовался для неофициального описания роли Керри. Ранее в Белом доме был такой «царь» — Кэрол Браунер, — которая с 2009 по 2011 год возглавляла Управление по энергетике и политике в области изменения климата, однако новая должность по своей сущности отличается от предыдущей. В частности, это будет первое должностное лицо при Кабинете и Совете нацбезопасности, посвящённое вопросам климата, имеющее решающий голос в подобных вопросах.

## Список спецпредставителей
| № | Портрет | Имя          | Начало полномочий | Окончание полномочий | Прим. |
| - | ------- | ------------ | ----------------- | -------------------- | ----- |
| 1 |         | Джон Керри   | 20 января 2021    | 6 марта 2024         | [ 1 ] |
| 2 |         | Джон Подеста | 6 марта 2024      | 20 января 2025       |       |